# Boksum
Boksum er en en by, beliggende i Waadhoeke kommune i den nordlige provins Friesland i Nederlandene. Ældre stavemåde for det sted er Boxum.

## Historie
Den 17. januar 1586 var der et slag under Firsårskrigen mellem en spansk hær og en nederlandsk oprørshær hovedsageligt bestående af frisere. Slaget blev kendt som Slaget ved Boksum. 
I 2016 blev der fundet noget arkæologiske genstande som knogler, keramiske genstande og et kranie med et kuglehul.